# Missi Pyle
Andrea Kay "Missi" Pyle (26. studenoga 1972.) američka je glumica i pjevačica.

## Životopis
Pyle, kao kćerka Linde i Franka Pylea, rodila se 26. studenoga 1972. godine u Houstonu, Teksas, a odrastala je u Memphisu u saveznoj državi Tennessee. Ima dvije starije sestre, Debbie i Julie i dva starija brata, Sama i Paula. Pyle također ima polubrata Gordona i polusestru Meredith. Missi je pohađala North Carolina School of the Arts u Winston-Salemu i završila ju 1995. godine.

## Osobni život
Pyle se vjenčala za Caseya Andersona 12. rujna 2008. godine u Montani. Prije tog, Pyle je bila u braku s Antoniom Sacreom 5 godina.
Pyle i Anderson rastali su se 2012. godine.

## Filmografija
- 1997. -  Bolje ne može - ?
- 1998. -  Broj #1 -  Laurel
- 1999. - Trik - glumica s cvijećem
- 1999. -  Galaxy Quest -  Laliari
- 2000. -  But Enough About Me... -  Catherine Grey
- 2001. -  Neurotic Tendencies  - ?
- 2001. -  Josie and the Pussycats -  Alexandra Cabot
- 2001. -  Let It Snow -  Ily
- 2002. -  Sam u kući 4 -  Vera
- 2003. -  Raspad sistema -  Ashley
- 2003. -  BachelorMan -  Heather
- 2003. -  Velika riba -  Mildred
- 2003. -  Exposed -  Amy
- 2004. -  50 prvih poljubaca -  Noreen
- 2004. -  Tulum u avionu -  Barbara
- 2004. -  Napokon Polly -  Roxanne
- 2004. -  DodgeBall: A True Underdog Story - Fran Stalinovskovichdavidovitchsky
- 2004. - Voditelj uzvraća udarac - zaposlenica zoološkog vrta
- 2005. -  Blue Skies -  Claire
- 2005. -  Charlie and the Chocolate Factory -  gospođa Beauregarde
- 2005. -  Civilization of Maxwell Bright, TheThe Civilization of Maxwell Bright -  Cop
- 2006. - Haskett's Chance -  Melicent Bauers
- 2006. -  Just My Luck -  Peggy Brayden
- 2006. -  Stormbreaker -  Nadia Vole
- 2006. -  Mojave Phone Booth -  Sarah
- 2007. -  Live! -  Plummy
- 2007. -  Entry Level -  Liz
- 2007. -  Feast of Love -  Agatha Smith
- 2008. -  Harold & Kumar Escape from Guantanamo Bay -  Raylene
- 2008. -  Prodavaonica za upoznavanje -  Ericka
- 2008. -  Giants of Radio -  Dr. Amelia Moran
- 2008. -  Visioneers -  Sahra
- 2008. -  Surova Amerika -  Gigi
- 2008. -  Nogometno ludilo -  Wendy Handler/Coach Lorenzo
- 2008. -  Pretty Ugly People -  Lucy
- 2008. -  Point View Terrace - Mary
- 2009. -  Big D, TheThe Big D -  Mary Margaret
- 2009. -  Still Waiting... -  Rocky Rhoades/egzotična plesačica
- 2009. -  Spring Breakdown -  Charlene
- 2009. -  Taking Chances -  Faith Fishback
- 2010. -  Barry Munday -  Lida Griggs
- 2010. -  Gospođica Nitko i Ništa -  Charmine
- 2010. -  Lawless -  Melonie Cavanaugh
- 2011. -  My Uncle Rafael -  Blair Schumacher
- 2011. -  Umjetnik (2011.) -  Constance
- 2011. -  A Cinderella Story: Once Upon a Song -  Gail van Ravensway
- 2013. -  Percy Jackson: More čudovišta -  Gray Sister

## Diskografija

### Albumi
- It's OK To Be Happy, Smith & Pyle (2008.)

### Singlovi
- "One Night Stand," Smith & Pyle (2010.)
- "Rafael" Smith & Pyle (2010.)

## Vanjske poveznice
- Missi Pyle u internetskoj bazi filmova IMDb-u (engl.)